# Годзилла (MonsterVerse)
Годзилла (англ. Godzilla) — персонаж Киновселенной монстров американских кинокомпаний Warner Bros. Pictures и Legendary Pictures. Первоначально персонаж был разработан Мэттом Олсоппом, взявшим за основу на одноимённый японский персонаж кинокомпании Toho. Годзилла — кайдзю (в Вселенная монстров — титан), древнее существо, единственное выжившее из доисторических супервидов, по теории Исиро Сэридзавы, действующее как сила природы, поддерживающее баланс, которое приплыло из Филиппин в западные моря в 1999 году.
Это — третье воплощение персонажа, созданное американской студией, после мультсериала «Годзилла» Hanna-Barbera (1978) и Годзиллы из фильма «Годзилла» TriStar Pictures (1998), и в целом десятое экранное воплощение культового персонажа. В произведениях MonsterVerse одолел гнусов, Кинг-Гидору, Кинг-Конга, Сциллу, Тиамат, Короля Шрама и других титанов.

## Создание персонажа
В отличие от японских фильмов, в американской франшизе Годзилла в большинстве случаев появляется не в Японии, а в США и в странах Европы. Как и оригинальный прототип, Годзилла MonsterVerse имеет атомное дыхание.
Режиссёр Гарет Эдвардс и группа дизайнером первого фильма франшизы MonsterVerse просмотрели все предыдущие воплощения Годзиллы, чтобы создать внешний вид существа в фильме. Эдвардс рассказал: «Я пытался смотреть на это так: представьте, что Годзилла был настоящим существом, и кто-то из киностудии Toho увидел его в 1950-х, затем побежал на студию, чтобы снять о нём фильм, и старался изо всех сил, чтобы вспомнить и нарисовать его».
В январе 2014 года появилась информация, что монстр будет иметь рост 110 метров в первом фильме франизы. Также специалист по эффектам Джим Ригель сообщил, что рост врагов Годзиллы будет 45 метров у самцов и 89,3 метров у самки, а механику сражения Годзиллы они основывали на наблюдении за животными, в особенности медведями и комодскими варанами.

## Появления
В сцене после титров в фильме «Конг: Остров черепа» представлены наскальные изображения Годзиллы, Родана, Мотры и Кинг-Гидоры. Годзилла вместе с МУТО и существами из дебютного фильма Эдвардса «Монстры» также были замечены на наскальных рисунках в фильме «Изгой-один» (2016), снятом Эдвардсом, который заявил, что персонажи были добавлены командой в шутку.

### Кинематограф
- 2014 — Годзилла
- 2019 — Годзилла 2: Король монстров
- 2021 — Годзилла против Конга
- 2024 — Годзилла и Конг: Новая империя
- 2027 — Годзилла и Конг: Сверхновая

### Телевидение
- 2023 — Монарх: Наследие монстров[15]

### Комиксы
- 2014 — Godzilla: Awakening
- 2019 — Godzilla: Aftershock
- 2021 — Godzilla Dominion
- 2023 — Justice League vs. Godzilla vs. Kong[16]
- 2024 — Godzilla x Kong: The Hunted[17]

### Книги
- 2014 — Godzilla: The Official Movie Novelization
- 2019 — Godzilla: King of the Monsters - The Official Movie Novelization
- 2021 — Godzilla vs. Kong - The Official Movie Novelization
- 2024 — Godzilla x Kong: The New Empire - The Official Movie Novelization[18]

### Игры
- 2014 — Godzilla: Strike Zone (Android, iOS)
- 2014 — Godzilla: Crisis Defense (браузерная)
- 2014 — Godzilla: Smash3 (Android and iOS)
- 2015 — Godzilla[англ.] (PlayStation 3 и PlayStation 4) — как Hollywood Godzilla
- 2015 — Godzilla: Kaiju Collection (Android and iOS)
- 2021 — PUBG Mobile (Android and iOS)[19]
- 2021 — World of Warships (PC, PlayStation 4, Xbox One)[20]
- 2021 — Godzilla Battle Line (Android and iOS)[21]
- 2022 — Call of Duty: Warzone (PC, PlayStation 4, PlayStation 5, Xbox One, Xbox Series X/S)[22]
- 2024 — Godzilla x Kong: Titan Chasers (Android, iOS, PC)[23]